# Helicops polylepis
Espèce
Synonymes
- Tachynectes chrysostictus Cope, 1862
- Helicops spixii Jan, 1865

Helicops polylepis  est une espèce de serpents de la famille des Dipsadidae.

## Répartition
Cette espèce se rencontre :
- en Colombie ;
- au Brésil, dans les États d'Amazonas et du Pará ;
- au Pérou ;
- en Bolivie.

## Description
Helicops polylepis mesure de 18 à 105 cm dont 6 à 28 cm pour la queue.

## Publication originale
- Günther, 1861 : On the ophidian genus Helicops. Annals and magazine of natural history, sér. 3, vol. 7, p. 425-428 (texte intégral).